# Rhaphium xinjiangense
Rhaphium xinjiangense är en tvåvingeart som beskrevs av Yang 1998. Rhaphium xinjiangense ingår i släktet Rhaphium och familjen styltflugor. Inga underarter finns listade i Catalogue of Life.